# Julio Iglesias
Julio Iglesias (n. 23 septembrie 1943, Madrid, Noua Castilie⁠(d), Spania) este un cântăreț spaniol, tatăl cântărețului Enrique Iglesias. Este artistul latin care a vândut cele mai multe albume din istorie.
De asemenea, se numără printre primii zece artiști cu cele mai numeroase vânzări din istorie, conform Sony, care în decembrie 2011 i-a conferit, la Madrid, două premii ce confirmă aceste realizări de excepție.

## Biografie

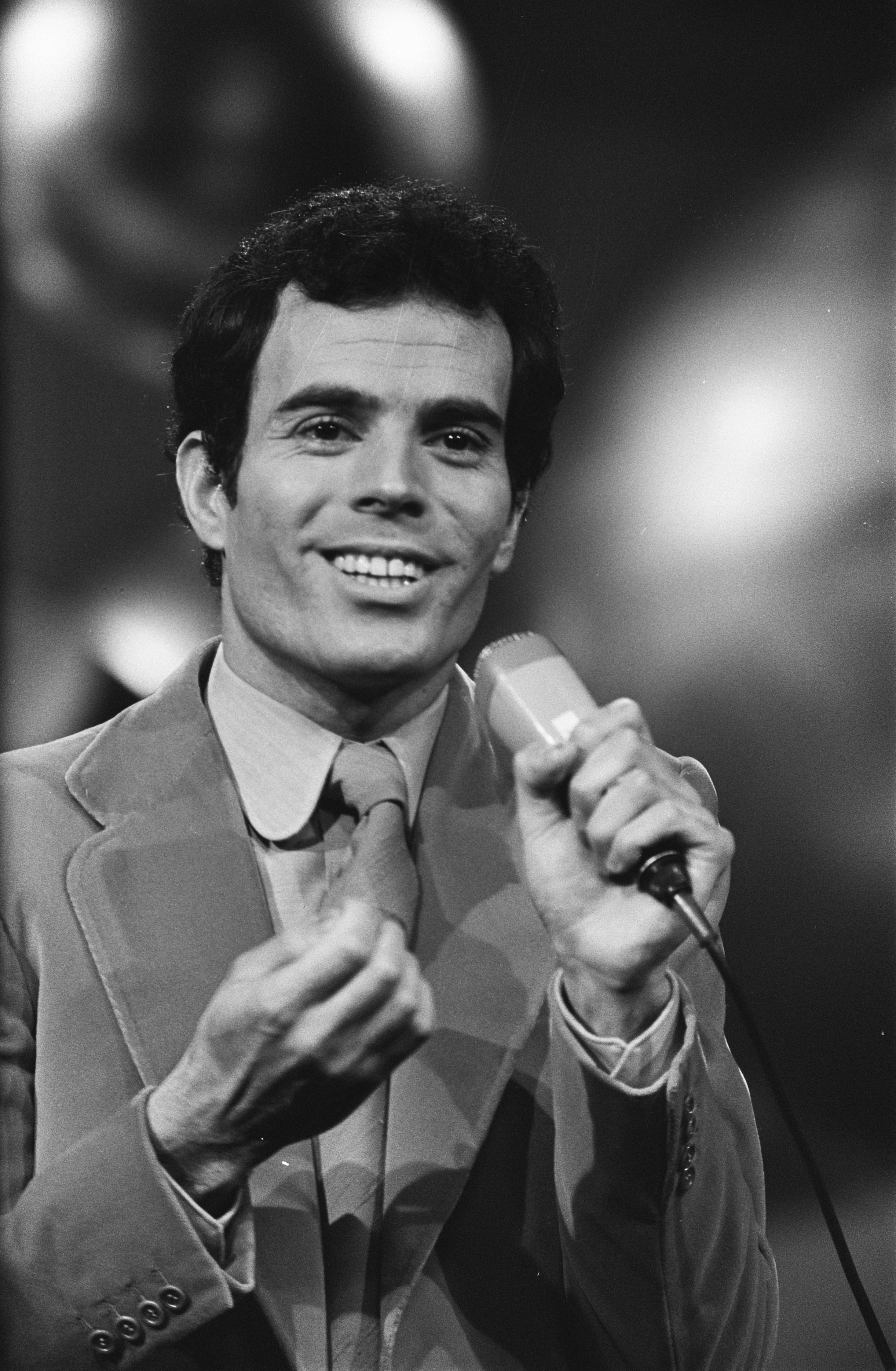
Julio Iglesias la Concursul Muzical Eurovision de la Amsterdam, 1970

Părinții lui, Dr. Iglesias Puga și Maria del Rosario au avut grijă ca fiul lor, Julio, să studieze Dreptul la Universitatea Complutense din Madrid, dar viața nu l-a lăsat să-și termine studiile din cauza unui accident de mașină ce l-a lăsat paralizat pentru un timp în care a realizat că cea mai bună metodă de a-și canaliza durerea morală ṣi fizică e să se închidă în minunata lume a muzicii. Totul a început atunci când într-o zi când era internat în spital, a primit o chitară de la medicul care-l îngrijea. Așa, pe scurt, a început fulminanta sa carieră care se întinde pe o perioadă respectabilă de 40 de ani, încununați cu numeroase albume răsplătite cu aur, platină și numeroase distincții, uneori unice în lume. În anul 1971 s-a însurat cu Isabel Preysler Arrastria cu care a avut 3 copii: „Chabeli” Marĺa Isabel (1971), Julio Iglesias Jr. (1973) și Enrique Iglesias (1975), ultimii doi alegând să calce pe urmele tatălui lor.
La începutul anilor 1990, și-a unit destinul cu Miranda Johanna Maria Rijnsburger cu care are 5 copii, ultimul născându-se în 2007. Primul album al artistului se numește La Vida Sigue Igual (1969), iar cel mai recent „Julio Iglesias 1” (2011).

## Instrument de tortură
După lovitura de stat a lui Augusto Pinochet, muzica lui Julio Iglesias a fost folosită în Chile pentru a-i tortura pe deținuții politici. Aceștia erau obligați să asculte non-stop și cu volumul la maximum piesele lui Julio Iglesias, pentru a-i face să cedeze psihic.

## Discografie

### Albume (Studio)
- 2011: Numero 1
- 2010: The Essential: Julio Iglesias
- 2010: Original album classic
- 2010: Nathalie-The best of Julio Iglesias
- 2007: Quelque Chose De France
- 2006: Romantic Classics (US: #41)
- 2006: Remastered+Bonus Track
- 2006: Remastered (US: #81)
- 2005: L'homme Que Je Suis
- 2003: Divorcio
- 2000: Noche De Cuatro Lunas
- 1996: Tango
- 1995: La Carretera
- 1994: Crazy (US: #30)
- 1992: Calor (US: #186)
- 1990: Starry Night (US: #37)
- 1989: Raíces
- 1988: Non Stop (US: #52)
- 1987: Un Hombre Solo
- 1987: Tutto l'amore che ti manca
- 1985: Libra (US: #92), (US Latin: #1)
- 1984: 1100 Bel Air Place (US:#6) [Singles: "All Of You" US:#19, US R&B:#38, "Moonlight Lady" Adult Contemporary #17, "To All The Girls I've Loved Before" US:#5, US Country:#1]
- 1983: En Concierto
- 1982: Momentos
- 1982: Momenti
- 1982: Et l'amour crea la femme
- 1981: De niña a mujer
- 1981: Fidèle
- 1981: Minhas cancoes preferidas
- 1981: Zartlichkeiten
- 1980: Hey!
- 1980: Amanti
- 1980: Sentimental
- 1979: A vous les femmes
- 1979: Innamorarsi alla mia eta
- 1978: Emociones
- 1978: Aimer La Vie
- 1978: As Vezes Tu, As Vezes Eu
- 1978: Da "Manuela" A "Pensami"
- 1978: "Quiero" Album (El Amor)
- 1977: A mis 33 años
- 1976: America
- 1976: Ein Weihnachtsabend Mit Julio Iglesias
- 1976: En El Olympia
- 1975: A Mexico
- 1975: El Amor
- 1974: A Flor de Piel
- 1974: Viens M'embrasser
- 1973: Soy
- 1972: Un Canto a Galicia
- 1972: Por una mujer
- 1969: Yo Canto